# Вронченко, Фёдор Павлович
Запрос «Граф Вронченко» перенаправляется сюда. О пароходе см. статью Граф Вронченко (пароход).
Граф (с 03.04.1849) Фёдор Па́влович Вро́нченко (1779, местечко Копысь, Могилёвское наместничество — 1852, Санкт-Петербург) — государственный деятель Российской империи, действительный тайный советник (с 19 апреля 1842 года), статс-секретарь Его Императорского Величества Николая I (с 1 мая 1844 года), министр финансов с 1 мая 1844 по 6 апреля 1852. Именем Вронченко назван корабль Балтийского военно-морского флота Российской империи «Граф Вронченко»
Типичный представитель николаевской канцелярской рутины; сохранил финансовую систему со всеми её старыми недостатками: крайним налоговым обременением крестьянства, непроизводительными тратами, дефицитами, при его «управлении» вся финансовая государственная система Империи оставалась неподвижной. Являлся номинальным министром финансового ведомства, ввиду того, что российский император Николай I большей частью сам лично распоряжался государственным бюджетом.
Его младший брат Михаил Вронченко — военный геодезист, путешественник и учёный-исследователь, член-учредитель Русского географического общества, прозаик и поэт-переводчик.

## Краткая биография

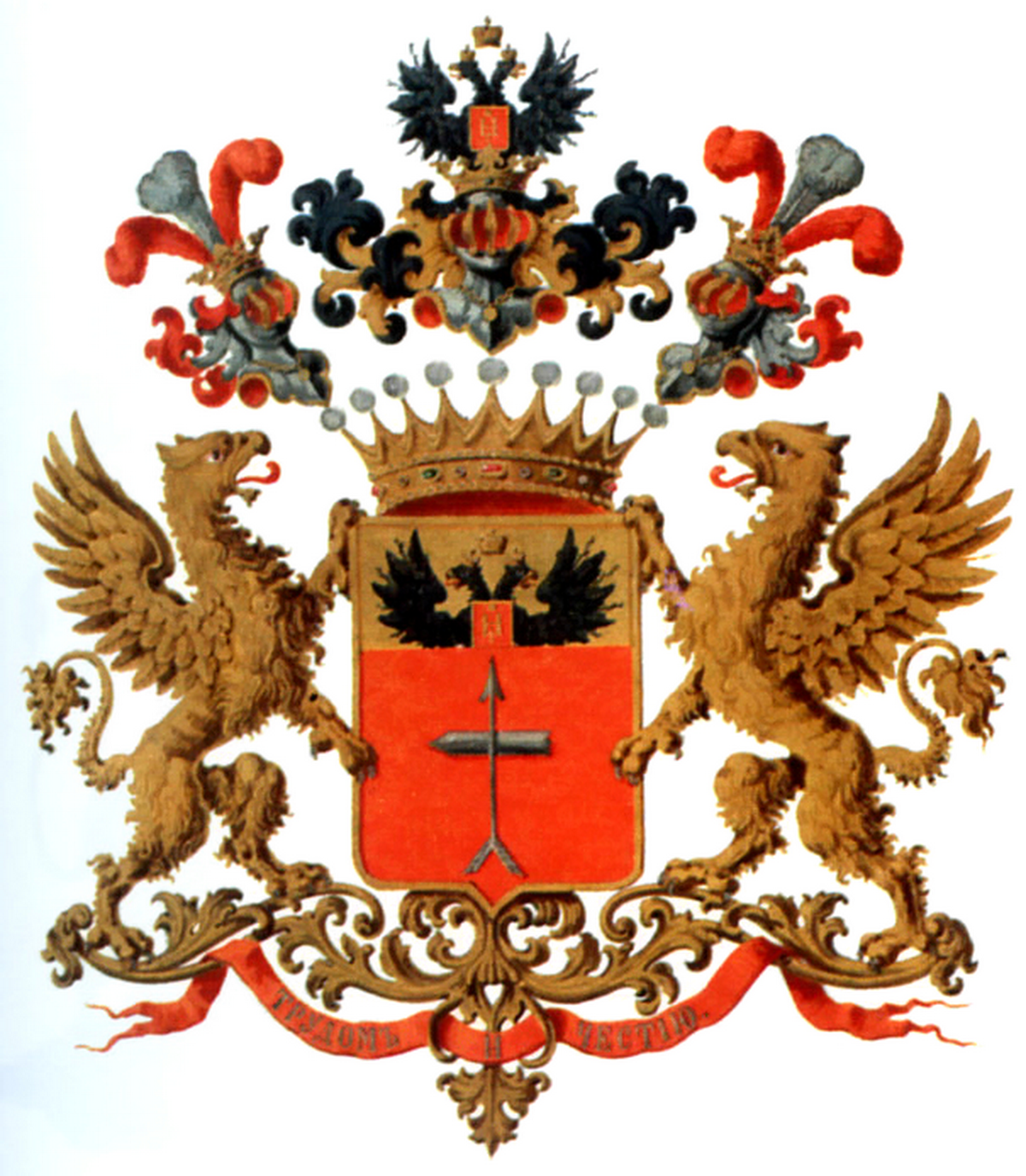
Герб графа Вронченко
(Общий гербовник, ч. XI, 21)

### Детство и юность
Сын протодьякона Павла Кузьмича Вронченко (1760—1849), из рода обедневшей украинской шляхты, переселившейся на белорусские земли; о матери сведений не сохранилось. Родился в 1779 году в местечке Копысь Могилёвского наместничества.
Учился на юридическом факультете Московского университета (1797—1801). Отличался прилежанием, благовоспитанностью и благонамеренностью, уважением к начальству и царствующим особам. Научился хорошо оттачивать гусиные перья, приобрёл красивый почерк и умение изящно изъясняться как письменно, так и в устной речи. Особое внимание уделял изучению правовых курсов, а также истории, экономики и иностранных языков; мечтал о военной карьере, поэтому усердно занимался в потешном батальоне Московского университета, в котором состоял младшим командиром (с весны в вечернее время студенты и университетские гимназисты привлекались к военной подготовке. Студенты и гимназисты образовывали университетский потешный батальон, его смотр каждую осень проводил Московский военный комендант или один из шефов полков, стоявших в городе).

### На государственной службе
Был определён с 12.10.1801 на службу в канцелярию Николая Новосильцева, в которой служил до 1805. В это время (с 14.12.1802 по 09.09.1805) был членом-корреспондентом Вольного общества любителей словесности, наук и художеств. С открытием в 1805 военных действий против французской армии Наполеона I, был назначен в Свиту государя-императора Александра I для отправления письменных дел. Был, главным образом, «употребляем для редакции военных реляций». Служба при одном из членов «триумвирата» выдвинула Вронченко. В 1809 был определен письмоводителем при Совете и Правлении Комиссии составления законов, а в следующем году — назначен Начальником отделения в министерстве финансов. На должности пробыл недолго и вскоре получил назначение в министерство внутренних дел, управляемое Виктором Кочубеем. В 1820 вновь перешёл в министерство финансов и был назначен Начальником Третьего отделения, вскоре преобразованном в 1824 в Особенную канцелярию по кредитной части. Позднее стал товарищем министра финансов Егора Канкрина. За время продолжительной службы по министерству при графе Егоре Канкрине Вронченко не проявил никаких особых талантов, кроме обыкновенной исполнительности аккуратного чиновника, имеющего обходительные манеры, приятную речь и наружность и красивый почерк.
По случаю болезни графа Канкрина и увольнению его от должности министра финансов, Вронченко, неожиданно для него самого, 1 мая 1844 года был назначен императором Николаем I на должность Управляющего министерством финансов. На этом посту Вронченко выказал себя рутинером, продолжателем системы своего предшественника Егора Канкрина, который написал ему особое Руководство, с указанием руководящих начал в финансовой сфере Российской империи. Настоящее управление финансами Империи взял на себя лично российский император Николай Романов.
В 1849 году «за усердие и беспорочную службу на благо Российской империи» ему было жаловано потомственное дворянство, он был возведён в графское достоинство с правом владения личным гербом.

### Министр финансов Российской империи
После отставки заболевшего и утратившего работоспособность министра Егора Канкрина все ожидали, что на его место будет назначен умелый и опытный финансист, второй человек в министерстве финансов, Александр Княжевич. На протяжении почти тридцати лет он был и приятелем, и учеником Канкрина, вдобавок, обладал репутацией делового и инициативного человека. Однако, интриги придворных кругов, сопровождавшиеся наветами и скандальными слухами о взятках в министерстве привели в итоге к назначению Вронченко.
Вронченко не принимал никаких мер к улучшению состояния финансовой и торговой системы страны. На земледелие при Фёдоре Вронченко не было обращено внимание: таковым исключительно пользовалось фабричное производство. Между тем, многое указывало на неудовлетворительное положение сельского хозяйства. Казалось бы, серьёзные неурожаи 1844, 1845 и 1847 годов, охватившие самые разные районы России и повлекшие за собой обеднение массы населения и увеличение количества недоимок, возросших к концу управления министерством финансов Вронченко до 125 млн рублей, должны были бы привлечь особое внимание к положению земледелия. Однако, этого не произошло. Точно так же не было обращено внимания на улучшение и ускорение способов передвижения людей и грузов путём более энергичной постройки других железных дорог, кроме Царскосельской и Николаевской. 12 октября 1851 года был награждён орденом Св. Андрея Первозванного.
Не принимал Вронченко и особых мер по устройству и улучшению кредитных учреждений: частных не возникало, а казённые, помимо неудовлетворительной организации и деятельности, служили источником для покрытия дефицитов. Роспись доходов и расходов за период управления министерством финансов Вронченко такова:
| Года                 | 1844 | 1845 | 1846 | 1847 | 1849 | 1850 | 1851 | 1852 |
| -------------------- | ---- | ---- | ---- | ---- | ---- | ---- | ---- | ---- |
| Доходы (в млн руб.)  | 180  | 187  | 184  | 194  | 199  | 202  | 230  | 225  |
| Расходы (в млн руб.) | 199  | 216  | 222  | 216  | 231  | 268  | 262  | 259  |

Из представленной таблицы вытекает, что расходы значительно превышали доходы. Следовательно, ежегодно приходилось покрывать дефициты займами или вводить новые налоги. Займы приходилось заключать за границей, или же брать часть необходимых сумм из казённых кредитных учреждений (чем был подготовлен их крах в 1857—59 годах) и, наконец, в случае отсутствия указанных ресурсов, обращаться к выпуску билетов государственного казначейства (серий). Иногда для сокрытия или уменьшения дефицитов прибегали к зачислению непокрытых расходов в счет дохода будущих лет. Постоянные дефициты, вызываемые преимущественно усилением расходов на содержание войск, вследствие Кавказской войны, Краковского восстания и Венгерской войны, побуждали правительство принимать меры к сокращению расходов (1847), но так как участие в выработке этих мер ограничивалось только министерскими канцеляриями, без обращения к общественному мнению, то, несмотря на сильное желание ограничить расходы, принимавшиеся для достижения этой цели меры не приводили к желаемым результатам.
При таких условиях для покрытия увеличивающихся расходов, кроме заключения займов, приходилось обращаться к увеличению размера существующих налогов. Так, в 1846 году был удвоен вспомогательный земский сбор с крестьян, мещан и купцов, а так как податные силы крестьян и без того были достаточно напряжены, то оставалось обратиться к введению новых или же увеличению старых косвенных налогов. Особенное внимание было обращено на питейный доход. Взамен откупной в 1847 году была введена акцизно-откупная система; впоследствии эта мера была распространена на привилегированные губернии, в которых в 1851 году был введен питейный устав. Далее, в 1847 году последовало уничтожение льгот, которыми пользовались 13 губерний и областей относительно продажи низших сортов табака; совместно с этим был увеличен бандерольный сбор на табак. Наконец, в этом же году был введен акциз со свеклосахарного производства. Из других мер, принятых Вронченко, следует указать на новый тариф 1850 года, в котором, под влиянием начавших тогда господствовать в области таможенной политики идей, были сделаны некоторые уменьшения тарифных ставок.
Кроме того, в это же время была уничтожена пограничная линия, существовавшая между Россией и Польшей. Из других мер, проведенных Вронченко, можно указать на окончательное уничтожение ассигнаций в 1847—49 годах. Впрочем, последняя мера носила исключительно формальный характер и была предрешена ещё предшественником Вронченко, Егором Канкриным. На такие же существенные вопросы, как усовершенствование служебного персонала министерства финансов, а также внесение улучшений в технику налогов, не было обращено внимания. Сумма долгов с 299 млн руб. (в 1844 году) возросла до 400 млн руб. (к 1852 году), не считая в этой сумме выпущенных билетов государственного казначейства (серий) и заимствований из казённых кредитных учреждений.

## Награды
- Орден Святого Владимира 4-й степени (9 сентября 1807)
- Орден Святой Анны 2-й степени (1 января 1810)
- Орден Святого Владимира 3-й степени (15 июня 1816)
- Орден Святого Владимира 2-й степени (9 мая 1823)[8]
- Орден Святой Анны 1-й степени (13 марта 1825); алмазные знаки к этому ордену (22 августа 1826)[9]
- Табакерка с вензелем Его Императорского Величества (4 октября 1829)
- Табакерка с портретом Его Императорского Величества (18 сентября 1831)
- Орден Белого орла (10 апреля 1832)[9]
- Орден Святого Александра Невского (22 апреля 1834); бриллиантовые знаки к этому ордену (6 декабря 1840)[9]
- Высочайший рескрипт (7 ноября 1843)
- Орден Святого Владимира 1-й степени (6 декабря 1846)[9]
- Орден Святого Андрея Первозванного (12 октября 1851)[9]
- Знак отличия беспорочной службы за XXV лет (22 августа 1828)
- Знак отличия беспорочной службы за XXX лет (22 августа 1832)
- Знак отличия беспорочной службы за XXXV лет (22 августа 1838)[8]
- Знак отличия беспорочной службы за XL лет (22 августа 1843)
- Знак отличия беспорочной службы за XLV лет (22 августа 1848)[9]

Иностранные:
- Орден Нидерландского льва, большой крест (1846)[9]
- Греческий Орден Спасителя 1-й степени (1850)

## Частная жизнь
В частной жизни Вронченко был человек простой и доступный, но имел среди современников репутацию циника. Федор Вронченко был в близких дружеских отношениях со своим младшим братом Михаилом. При учреждении в Санкт-Петербурге в 1845 году Русского географического общества (РГО) с соизволения государя-императора Николая I выделил Обществу 10 тыс.руб серебром на текущие расходы, а также подарил в формирующуюся библиотеку РГО несколько своих книг. Состоял почетным членом РГО.
Со временем граф стал истинным петербуржцем, которого за снисходительный характер и приятные, обходительные манеры охотно принимали при Императорском Дворе и многочисленных столичных салонах. История сохранила и донесла до потомков несколько анекдотов — занимательных полулегендарных историй — о привычках и наклонностях Вронченко. Так по одной из версий, Вронченко был весьма неравнодушен к молодым особам противоположного пола, хотя женат не был. Всё своё состояние по смерти завещал брату Михаилу.
Умер 6 (18) апреля 1852 года от водянки. Похоронен в Духовской церкви Александро-Невской лавры.

## Память
На Охтинской верфи построен и в 1850 спущен на воду колесный угольный пароход «Граф Вронченко», — названный в честь Федора Павловича Вронченко. «Граф Вронченко» вошёл в состав Российского военно-морского флота на Балтийском море. Корабль принимал участие в боевых действиях во время Восточной или Крымской войны 1853—1856.